# Limnesia undulata
Limnesia undulata är en kvalsterart som först beskrevs av Otto Friedrich Müller 1776. Limnesia undulata ingår i släktet Limnesia och familjen Limnesiidae. Inga underarter finns listade i Catalogue of Life.